# Cosereva
La cosereva (in guaranì, kosereva, AFI: /ko.se.ɾe.'ʋa/) è un tipo di confettura tradizionale paraguaiano, ottenuta mediante la ripetuta cottura della buccia del melangolo in acqua, e posteriormente in melassa. Nel 2018, la Direzione Nazionale della Proprietà Intellettuale (DINAPI) ha dichiarato la cosereva parte del patrimonio gastronomico culinario del Paraguay.
Con il melangolo (localmente noto come apepu, in guaranì) come materia prima, la cosereva diventa un dessert agrodolce e semiacido, tipicamente servito da solo o con formaggio morbido.

## Origine
La parola “cosereva” proviene dal termine guaranì kosereva, una derivazione guaranitica della parola spagnola conserva (“conserve”). Esistono evidenze documentali secondo le quali i conquistatori spagnoli che vivevano in Paraguay (periodo storico compreso tra il XVI e il XIX secolo) conservavano gli agrumi facendoli bollire nella melassa.